# Mycosphaerella phaseolorum
Mycosphaerella phaseolorum är en svampart som beskrevs av Siemaszko 1915. Mycosphaerella phaseolorum ingår i släktet Mycosphaerella och familjen Mycosphaerellaceae.   Inga underarter finns listade i Catalogue of Life.